# تیگران خاچاتریان
تیگران خاچاتریان (Տիգրան Խաչատրյան؛ زادهٔ ۱۱ دسامبر ۱۹۷۰) یک سیاستمدار اهل ارمنستان است که از تاریخ ۱۹ دسامبر ۲۰۲۲ تا کنون در دولت سوم نیکول پاشینیان سمت معاونت نخست‌وزیر ارمنستان را برعهده دارد. وی پیشتر از تاریخ ۳ اوت ۲۰۲۱ تا ۱۹ دسامبر ۲۰۲۲ در دولت سوم نیکول پاشینیان سمت وزارت دارایی ارمنستان و از تاریخ ۱ ژوئیه ۲۰۱۹ تا تاریخ ۲۶ نوامبر ۲۰۲۰ در دولت دوم نیکول پاشینیان و دولت سوم نیکول پاشینیان سمت وزارت اقتصاد جمهوری ارمنستان را برعهده داشت.

## زندگی‌نامه
در ۱۱ دسامبر ۱۹۷۰ در ایروان به دنیا آمد و از دانشگاه دولتی علم اقتصاد ارمنستان فارغ‌التحصیل شد. 

## یادداشت
1. ↑  RA Minister of Economic Development and InvestmentsՀՀ տնտեսական զարգացման և ներդրումների նախարար
2. ↑  RA First Deputy Minister, Deputy Minister of Economic Development and InvestmentsՀՀ տնտեսական զարգացման և ներդրումների նախարարի տեղակալ
3. ↑  RA Deputy Minister of Finance and Economy
4. ↑  RA Ministry of Finance and Economy, head of State Revenue Policy Department
5. ↑  RA Ministry of Finance and Economy, head of Tax Policy Department
6. ↑  RA Ministry of Finance, head of State Revenue Division